# 金星蝶铰蛤
金星蝶铰蛤（学名：Trigonothracia jinxingae），是笋螂目色雷西蛤科Trigonothracia属的一种。主要分布于中国大陆，常栖息在近岸浅水区、水深5-33米软泥底。